# David Bates (piłkarz)
David Robert Bates (ur. 5 października 1996 w Kirkcaldy) – szkocki piłkarz, grający na pozycji środkowego obrońcy w szkockim klubie Aberdeen oraz reprezentacji Szkocji. Wychowanek Raith Rovers, w którym rozpoczął seniorską karierę. Grał również w East Stirlingshire, Brechin City, Rangersach FC, Hamburgerze SV, Sheffield Wednesday oraz Cercle Brugge.